# تندیس‌فروشی
تندیس‌فروشی یا لوح فروشی پدیده است که در آن یک شخص یا یک سازمان، در ازای پرداخت پول یا ارائه منافع دیگر، یک نشان برتری در زمینه کاری و حرفه‌ای خود دریافت کند. تندیس‌فروشی پدیده‌ای شوم و تحت‌الشعاع قرار دهنده دستاوردهای واقعی و بر اساس لیاقت شمرده شده و در برخی از جوامع موضوعی قابل جرم‌انگاری است. برخی از افراد برای گرفتن اعتبار در جامعه اقدام به خرید تندیس می کنند. از آنجایی که این دستاورد واقعی نیست، می تواند در برخی از کشورها جرم قلمداد شود.

## چرخه کار
تندیس‌فروشی به روش‌های مختلف و متنوع در ایران و کشورهای دیگر انجام می‌شود، اما یک ساز و کار کلی در همه روش‌ها این است که شرکت برگزارکننده مراسم اهدا جوایز و در واقع فروشنده افتخار تقلبی، با اشخاص و سازمان‌های زیادی تماس می‌گیرد و آنها را "برنده" یک عنوان کلی و پرطمطراق معرفی می‌کند. سپس از فرد خریدار این عنوان، درخواست پول یا به شکل مستقیم یا به بهانه پوشش هزینه‌های برگزاری مراسم یا اسکان می‌کند. در اغلب رویدادهای تندیس‌فروشی داوری یا محک خاصی در کار نیست و تقریباً هر کس که مبلغ مورد نظر برگزارکننده را پرداخت کند، "مفتخر" به دریافت جایزه، لوح تقدیر، تندیس، پلاک، مدال یا اشیا زینتی دیگر می‌شود. 
شکل رایج این اتفاق شوم، این روزها به شکل برگزاری همایش به عنوان مثال، کارآفرینی اتفاق می افتد و افراد مختلفی که دارای کسب و کار های مختلفی در سایز های کوچک تا بزرگ هستند می توانند با پرداخت مبلغی که از سمت برگزار کننده همایش مشخص میشود، مفتخر به دریافت جایزه شده و حتی به عنوان کارآفرین برتر در آن همایش معرفی شوند.
گاها افرادی که دارای منصب و مقام و موقعیت خاصی هستند در ایگونه مراسمات لوح تقدیر رایگانی دریافت میکنند که بیشتر برای استفاده در آینده برنامه ریزی شده است.